# Кухарева, Евдокия Артёмовна
Едокия Артёмовна Кухарева (бел. Еўдакія Арцёмаўна Кухарава, 2 августа (15 августа) 1912 года, село Василевичи, Василевичская волость, Речицкий уезд, Минская губерния (ныне Речицкий район Гомельской области, Белоруссия) — 17 июля 1996) — работник сельского хозяйства, звеньевая колхоза имени Сталина Василевичского района Полесской области Белорусской ССР. Герой Социалистического Труда (1948).

## Биография
Родилась в селе Василевичи в семье крестьянина. Белоруска.
После окончания сельской школа до начала Великой Отечественной войны работала в полеводческой бригаде местного колхоза.
После освобождения в декабре 1943 года Василевичского района Полесской области от оккупации продолжила работать в родном колхозе, вскоре возглавила полеводческое звено по выращиванию зерновых.
Указом Президиума Верховного Совета СССР от 10 марта 1948 за получение в 1947 году высокого урожая ржи  звеньевая Кухарева Евдокия Артёмовна удостоена звания Герой Социалистического Труда с вручением ордена Ленина и золотой медали «Серп и Молот».
Член КПСС с 1951.
Депутат Верховного Совета БССР, избиралась депутатом XIX съезда ВКП(б)/КПСС (1952) и депутатом Полесского областного Совета депутатов трудящихся.
С 1957 года — заведующая свинотоварной фермой, в 1960—65 — рабочая совхоза «Василевичи» Речицкого района.
Проживала в городе Василевичи Речицкого района Гомельской области Белоруссии. Умерла 17 июля 1996 года. Похоронена на кладбище города Василевичи.

## Награды
- Герой Социалистического Труда (1948)
- орден Ленина
- медали.